# 掛井五郎
掛井 五郎（かけい ごろう、1930年（昭和5年）6月5日 - 2021年（令和3年）11月22日）は、日本の彫刻家である。

## 経歴・人物
静岡県に生まれる。東京芸術大学在学中に、木内克に師事し彫刻を学んだ。卒業後は彫刻家としての活動を始め、1957年（昭和32年）に自身の作品が新制作協会が主催した個展に入選される。
自身の作品はユーモアのある作風であり、以降も多くの賞を受賞される。1961年（昭和36年）には入選した個展の主催者である新制作協会の会員となり、翌1962年（昭和37年）より青山学院女子短期大学（死去後の2022年（令和4年）に閉校）の教授としても活動した。晩年は全国の展示場や美術館にて、掛井の作品の個展開催のために長男の掛井隆夫らが一般財団法人掛井五郎財団が設立され、死去後も開催されている。

## 受賞歴
- 新制作協会 新作家賞（1957年）
- 中原悌二郎賞 優秀賞（1976年）
- 高村光太郎賞 優秀賞（1982年）
- 浅野順一賞（1983年）
- 中原悌二郎賞（1992年）

## 作品
- 『受胎告知』
- 『バンザイ・ヒル』
- 『蝶』
- 『立つ』